# Poesin och skalderna
Poesin och skalderna (spanska: Apoteosis de la Poesia) är en oljemålning av den spanske konstnären Francisco de Goya från 1804–1808. Den ingår i Nationalmuseums samlingar i Stockholm sedan 1961. 
Målningen är en allegori som baseras på Cesare Ripas symbollexikon Iconologica från 1593. Poesin symboliseras av en kvinna med lyra. Hon har lagerkrans på huvudet, en himmelsblå dräkt med stjärnor och hennes bröst är fyllda med livgivande mjölk. 
Poesin sitter nära berget Helikons (alternativt Parnassos) topp. Där bodde de nio muserna, skaldekonstens gudinnor, som i målningen syns bakom Poesin. I förgrunden musicerar tre änglabarn med trumpet, cymbaler och flöjt. Från bergstoppen tar Pegasos ett kraftigt språng. Det skapar källan till den poetiska inspirationens bäckar. Tre äldre män, möjligen Homeros, Horatius och Ovidius (alternativt Homeros, Vergilius och Dante), närmar sig källan. 